# Через заперечення (Цілком таємно)
Через заперечення (Via negativa) — 7-й епізод восьмого сезону серіалу «Цілком таємно». Епізод не належить до «міфології серіалу» — це монстр тижня. Прем'єра в мережі «Фокс» відбулася 17 грудня 2000 року.
У США серія отримала рейтинг Нільсена, рівний 7.3, це означає, що в день виходу її подивилися 12.37 мільйона глядачів.

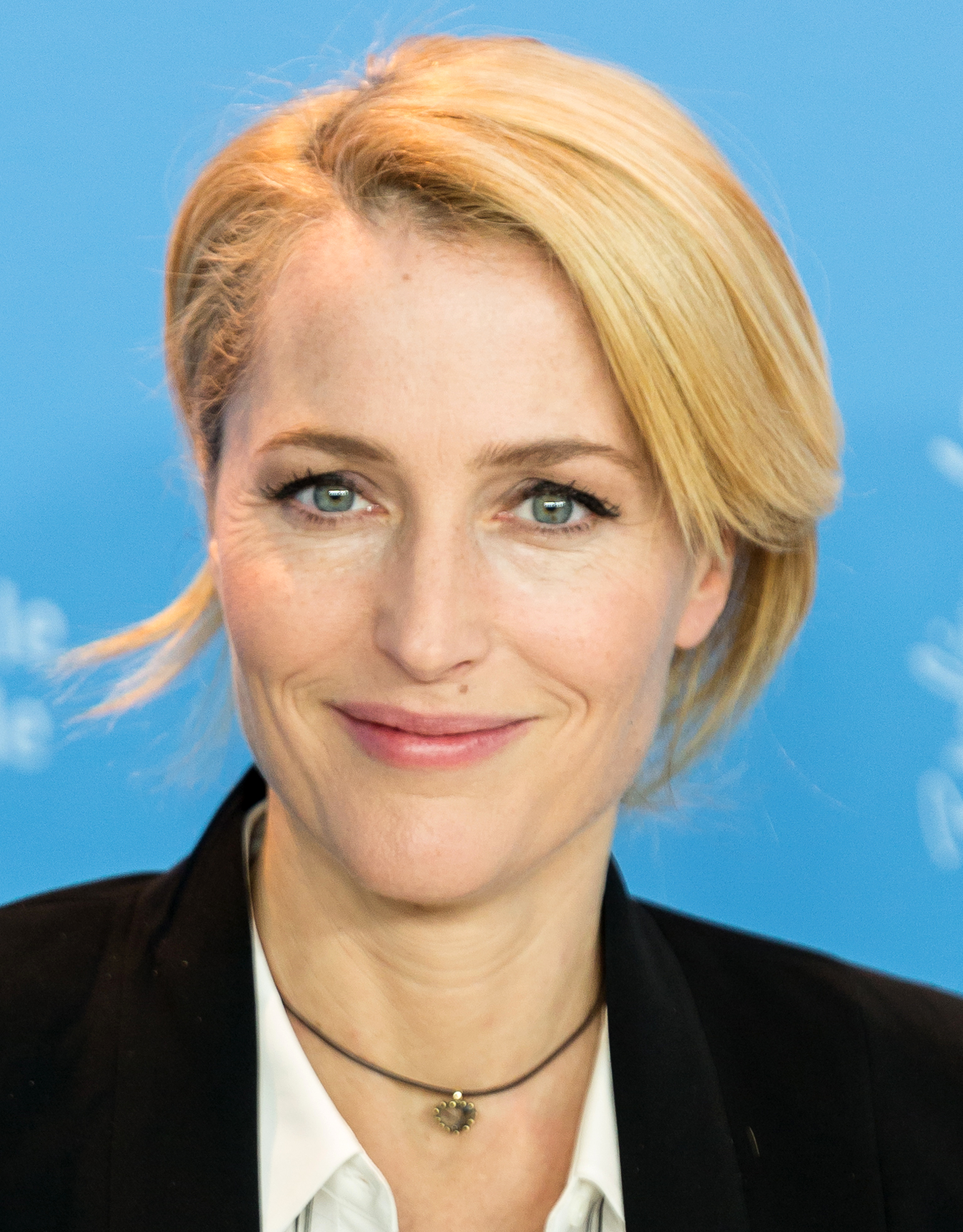

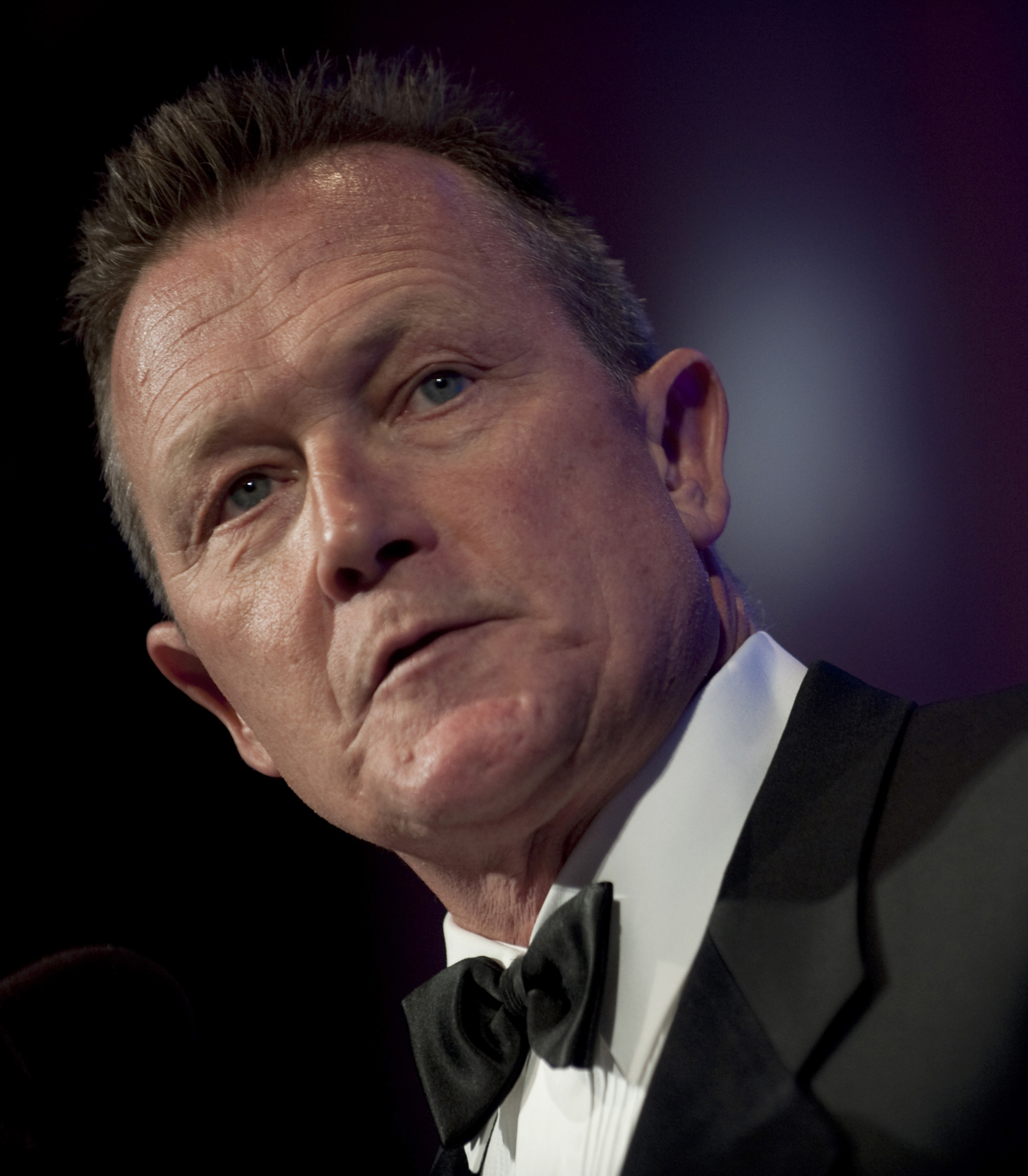

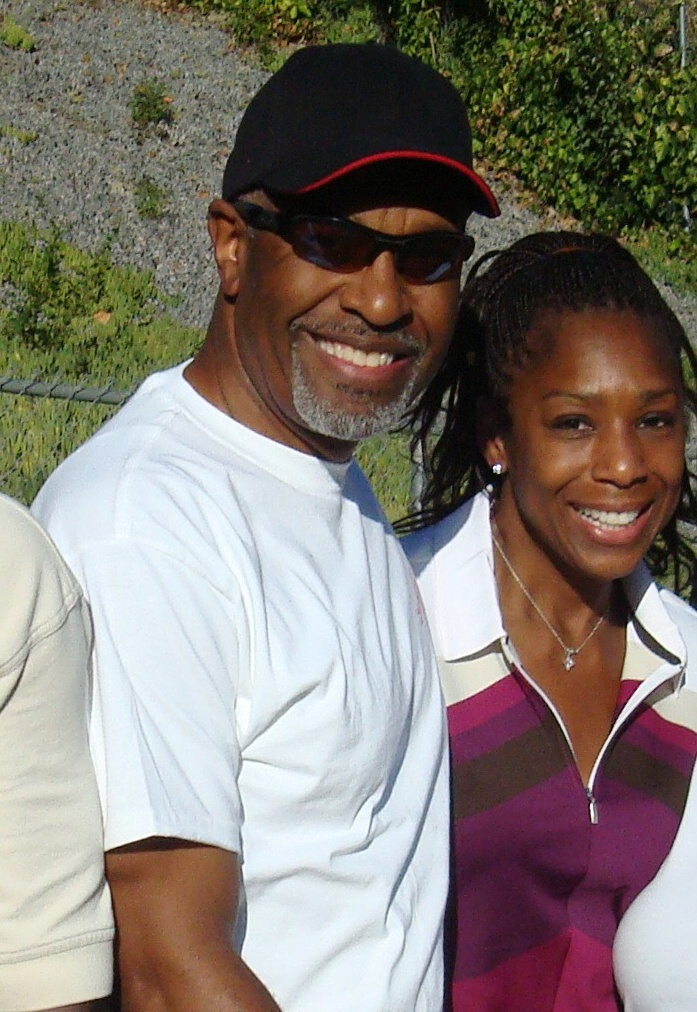

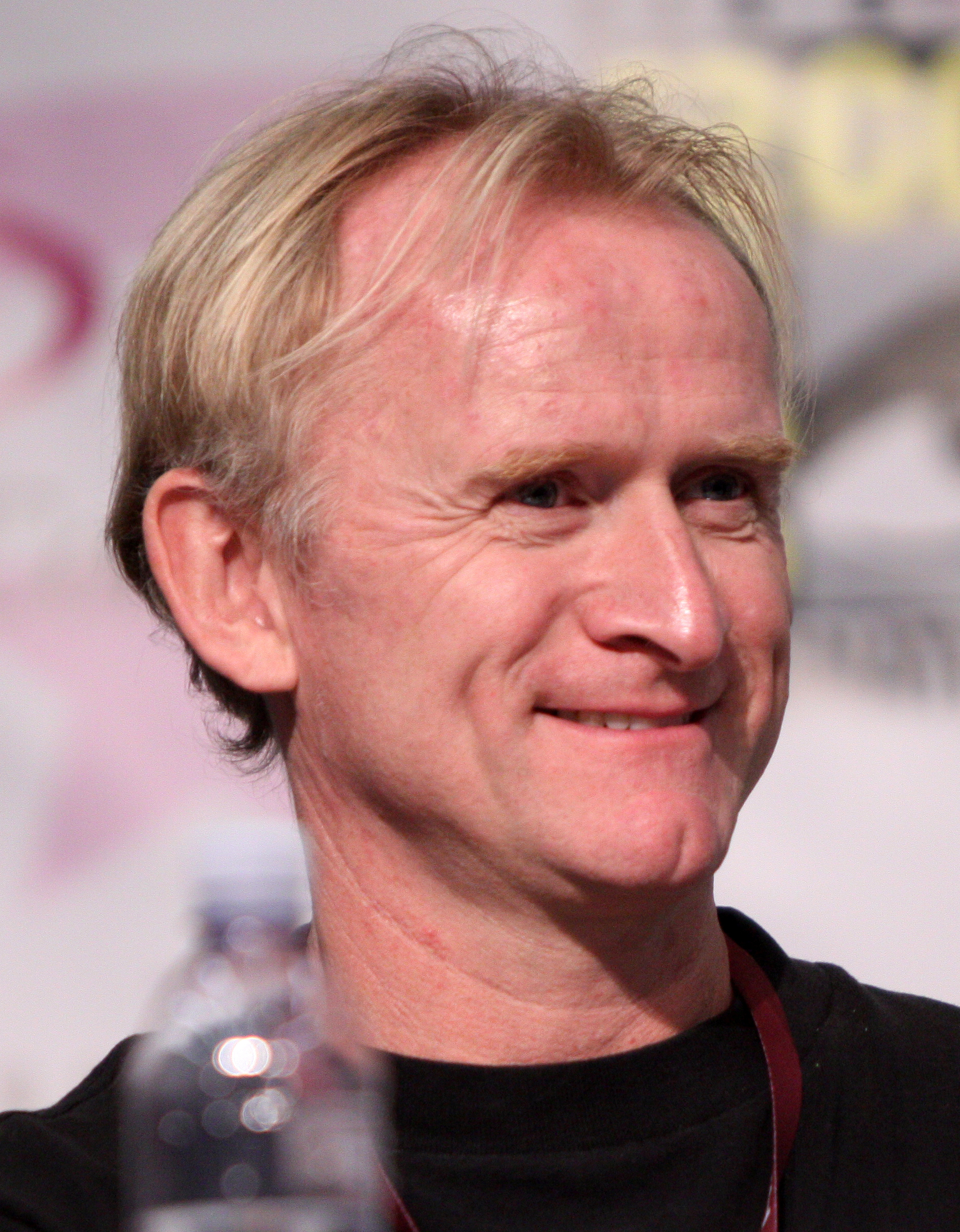

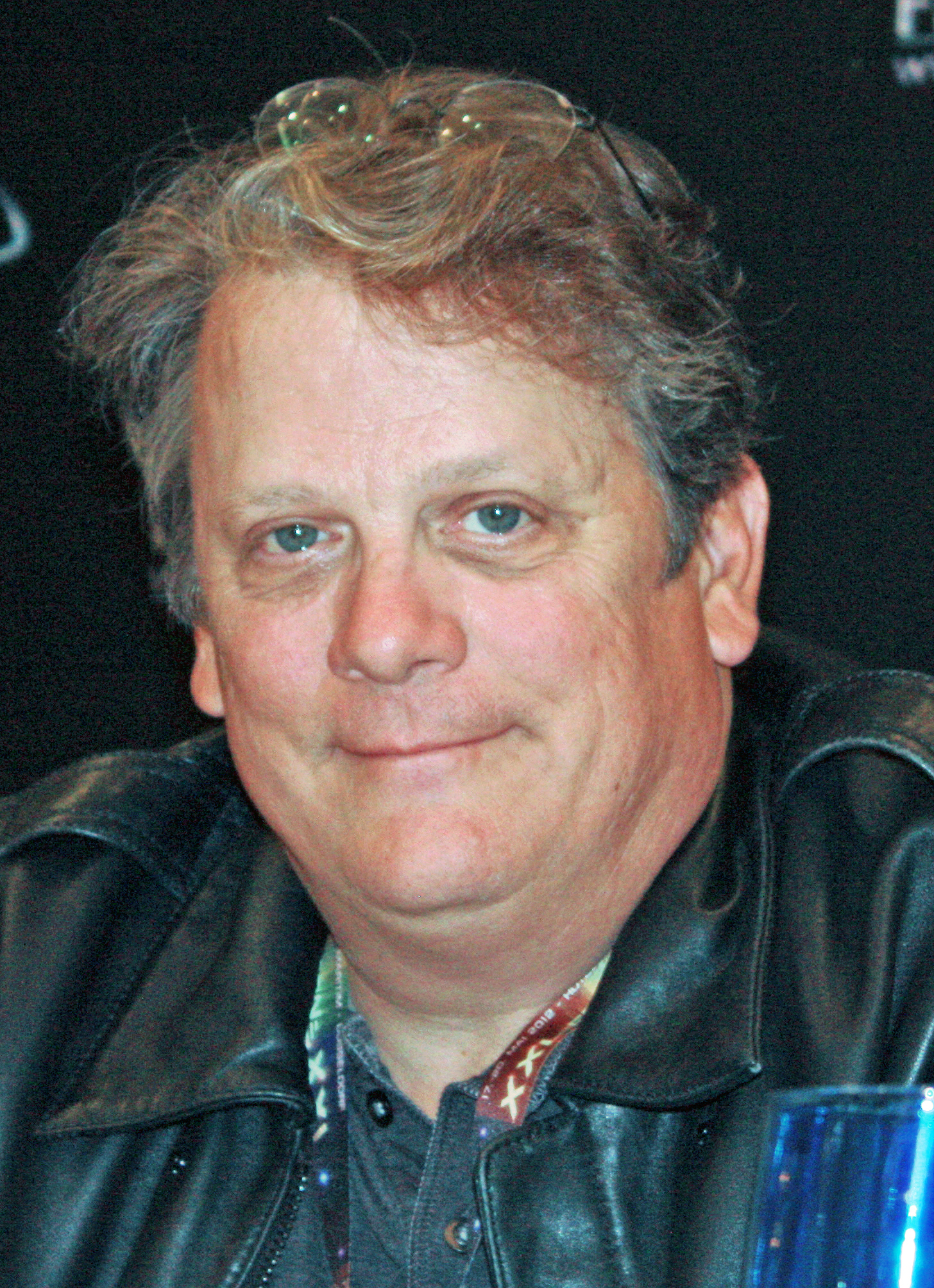

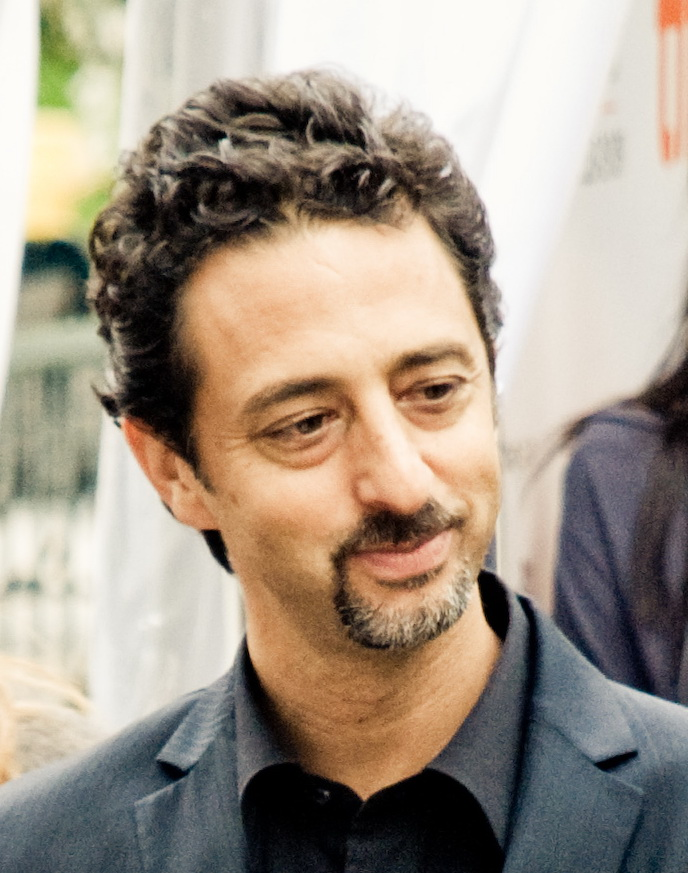

Скаллі бере відгул в зв'язку з ранніми стадіями її вагітності, і Доггетт зі Скіннером розслідують таємничий ланцюжок вбивств лідером релігійного культу, який ліквідує своїх жертв в їх снах. У той же час зла сутність лідера культу переслідує Доггетта, закликаючи того вбити Скаллі, поки вона спить.

## Зміст
Істина поза межами досяжного
У Піттсбурзі агенти ФБР Ангус Стедман і Джеймс Лідс спостерігають за будинком, коли Лідс засинає. Прокинувшись, він виявляє, що вхідні двері будинку відкриті. Обидва агенти прямують оглянути приміщення і натрапляють на кімнату, наповнену трупами — у них прорубані черепи. Раптом чоловік з сокирою і третім оком на чолі, вбиває обох агентів ударом у голову.
Наступного дня Дейна Скаллі телефонує Джону Доггетту, щоб повідомити його про випадок, і каже, що вона не приєднається до нього через непередбачені обставини. Доггетт відвідує місце злочину, де зустрічається із Волтером Скіннером. Скіннер розповідає йому про культ і про те, як жертви померли. Тіло Лідса знайдено в його автомобілі — він ніби заснув перед смертю, але його партнер, Стедман, зник безвісти — як і лідер культу Ентоні Тіппет — людина з третім оком.
Пізніше співробітник ФБР знаходить Стедмана у його замкнутій квартирі із смертельним ударом в голові.
У ФБР Скіннер повідомляє про справу Елвіну Кершу та іншим агентам. Він каже їм, що Тіппет використовував галюциногенну рослину Tabernanthe iboga як допомогу наблизитись до Бога, використовуючи поєднання християнської та східної релігійних практик, що називається via negativa — термін, який традиційно використовується для опису певної системи релігійної думки та практики. Керш допитується у Доггетта яка його думка щодо подальшого напряму пошуків — у того немає відповіді.
Тим часом Тіппет шукає провізора і натрапляє на телефонну будку, щоб зателефонувати неназваній особі. Коли бродяга просить у нього монетки, Тіппет нападає на волоцюгу, затискаючи його на тротуарі (волоцюзі видається що його всмоктує рідкий цемент) та рубаючи обрядовою сокирою; провізор же ріже собі чоло лезом.
Доггетт не розуміє чому Дейна взяла відпустку і прагне зателефонувати — Скіннер забирає слухавку й наказово просить впоратися без неї. Відстеження попереднього дзвінка Тіппета призводить Доггетта і Скіннера до Андре Борманіса, наркоторговця. Андре вдома займається дослідженнями на щурах. Борманіса заарештовують і поміщають у камеру місцевого відділу поліції. У в'язниці Доггетт бачить перед собою відбитки взуття в крові — а перед ним медитує в повітрі Тіппет. Доггетт бачить — ці відбитки від його взуття, і він тримає відрубану голову Скаллі в руках. Прокинувшись від штурхана Скіннера, Доггетт розуміє, що його бачення було поганим сном. Йому дзвонить Дейна — вона зв'язалася з друзями Малдера аби вони йому допомогли. Доггетт розуміє — Борманіс готував різновид амфетаміну для себе — щоб не заснути. Тим часом у своїй камері Борманіс заснув і йому сниться, що на нього напали щури. Доггетт та інші офіцери знаходять погризене тіло Борманіса.
Доггетт повертається до офісу «Досьє ікс», де, на своє здивування, зустрічає Самотніх стрільців. Вони розповідають йому про історію третього ока. Приходячи до такого ж висновку, вони переконані, що Тіппет проектує себе в сни людей і вбиває їх там. Доггетт розуміє — Тіппету потрібна дедалі більша доза щоб вбивати. Повертаючись на склад, де вони знайшли Борманіса, Скіннер і Доггетт бачать випущених з кліток щурів й зустрічаються з Тіппетом, який намагається позбавити себе життя, нахиляючи голову в районі третього ока до настільної пилки. Вони терміново доставляють його до лікарні, де Доггетт зненацька знаходить ім'я Скаллі в реєстрі. Він бачить сплячу Дейну в лікарняній палаті. Коли Тіппет перебуває в комі, Керш вирішує закрити справу, кажучи, що знайшли головного підозрюваного. Але Доггетт і Скіннер не задоволені, завважуючи, що немає ніяких пояснень різних вбивств та подій навколо справи. Доггетт дзвонить Дейні на автовідповідач і розказує про свою розгубленість у цій справі. У дзеркалі за собою він бачить на мить Тіппета.
Наступного дня Доггетт прокидається і виявляє, що зараз у нього третє око посередині чола. Раптом воно зникає. У будівлі ФБР він на ватних ногах приходить і розмовляє зі Скіннером, сподіваючись на заспокоєння. Він висловлює свій страх — незважаючи на те, що Тіппет перебуває в комі, він все ще може увійти в його сни. Скіннер, однак, відкидає його побоювання і відправляє додому. Під час від'їзду у Доггетта виникає галюцинація з Тіппетом, який наказує йому вбити Скаллі. Раптом Доггетт опиняється перед Скаллі. Замість того, щоб вбити свою партнерку, він повертає сокиру на себе. Доггетт негайно прокидається від темного задуму і опиняється у своїй спальні весь в поту від кощмарного сну, а Скаллі стоїть над його ліжком. Він починає дякувати їй за те, що врятувала йому життя, але Дейна повідомляє — Тіппет помер в комі.
Я не впевнений, що прокинувся

## Зйомки
Френк Спотніц був натхненний написати «Via Negativa» після рафтингової подорожі, в якій його товариш згадував тривожне побачене: тюбик зубної пасти, яка, відкриваючись, сочилася людською кров'ю. Ідея надихнула Спотніца на створення епізоду, але він не зміг придумати жодних реальних сценаріїв, за яких це станеться. Тоді він почав замислюватися про «мрії та кошмари». Врешті-решт йому прийшла ідея про культ, який намагається досягти вищого рівня існування, але натомість зкочується на нижчий, темніший поверх. Спотніц пізніше пояснив: «А якщо вища площина — це більш темна, і якщо ми думаємо, що досягаємо руху вверх, але рухаємося вниз». Назва епізоду «Via Negativa» означає «Негативний шлях» (латинська мова). Цей тип теології, який частіше називають апофатичною, намагається описати Бога шляхом розширеного пояснення того, що є і що не є Богом.
Дейна Скаллі не буде присутня, таке рішення сценаристи прийняли до того, як епізод було написано — що вона буде проводити більшу частину часу в лікарні. Спотніц розцінив це як можливість подальшого розвитку характеру Доггетта. Для того, щоб заповнити непритомність Андерсон, були залучені дві групи персонажів, що повторюються: Волтер Скіннер та Самотні стрільці. Спотніц зазначив, що «ми прагнули витягнути Скіннера з-за столу, і завжди шукали можливості вивести його з цього офісу на простір». Мітч Піледжі, який зобразив Волтера Скіннера, залишився задоволений кінцевим продуктом. Пізніше він похвалив роботу Роберта Патріка, який зіграв Доггетта, кажучи: «Коли Малдера не стало, це була зяюча діра, але я побачив, що Роберт увійшов і зробив чудову роботу. Він приніс дійсно хорошу енергію на знімальний майданчик, і було дуже весело познайомитись і попрацювати з ним». Спотніц охоче використовував Самотніх стрільців в епізоді, оскільки ця серія ознаменувала би їхню першу сцену разом з Доггеттом. Роберт Патрік назвав цей епізод своїм улюбленим, оскільки сценаристи створили вразливий момент для його героя.
Персонаж Андре Борманіса був названий на честь друга дитинства Спотніца, який став одним із наукових консультантів для «Зоряного шляху „Вояджер“» та «Зоряного шляху: Глибокий Космос 9». Під час підготовки сцени смерті персонажа Тоні Вормбі, режисер епізоду, цілий день знімав моменти з щурами. Загалом знімальна група використовувала 500 щурів. Спочатку у Вормбі була проблема з моментом, де щури збираються посеред кімнати. Щоб нормально відзняти це, доглядачі тварин постійно випускали більше щурів, поки необхідна частина кімнати остаточно не була ними покрита. Пізніше знімальна група витратила багато годин на те, щоб «розфарбувати на цьому знімку щурячий послід».

## Показ і відгуки
Прем'єра «Via Negativa» відбулася 17 грудня 2000 року на каналі «Fox». Епізод отримав рейтинг Нільсена 7,3, що означає — його бачили 7,3 % домогосподарств країни. Епізод подивилися 7,36 млн домогосподарств та 12,37 млн глядачів.
«Via Negativa» отримала переважно позитивні відгуки критиків. Майкл Роффман з журналу «Тайм» назвав його «найкращим епізодом після Малдера», заявивши, що «подібні серії довели, що достатньо гострих відчуттів, аби обійтися без Моторошного». Зак Гендлен з «The A.V. Club» відзначив епізод оцінкою «А-» і зазначив, що серія мала «незаперечну силу, яка застала мене майже повністю зненацька». Хоча відзначив, що серія не є «якоюсь втраченою класикою» і сама історія не була аж такою вражаючою, він високо оцінив атмосферу епізоду, назвавши його «важким, обтяжливим і приреченим, й часто дивним». Насправді він стверджував, що це значною мірою «компенсує будь-які недоліки сценарію». Роберт Ширман і Ларс Пірсон в своїй книзі «Хочемо вірити: критичний посібник з Цілком таємно, Мілленіуму і Самотніх стрільців», оцінили епізод в 5 зірок з п'яти, і назвали його «одним з кращих самостійних епізодів Цілком таємно».
Джордж Аварос і Майкл Лідтке з «East Bay Times» в цілому позитивно поставилися до епізоду, заявивши, що він має всі особливості, які створили «чудовий епізод Цілком таємно». Вони також відзначили, що він мав «моторошну, майже сюрреалістичну якість, наповнену гострим діалогом, комічним рельєфом та загадковою уявою про ключових персонажів, що змусило нас задуматися — які б неприємності могли бути за поворотом». Аварос і Лідтке також позитивно відреагували на численні згадки про Фокса Малдера. Нарешті, вони порівняли цей епізод з роботою Девіда Лінча в його серіалі «Твін Піксс». Пола Вітаріс з «Cinefantastique» надала епізоду помірно позитивний відгук і відзначила його 2.5 зірок з чотирьох. Вона зауважила, що «„Via Negativa“ має коротку сюжетну лінію, але компенсує це, нагнітаючи атмосферу та настрій, викликаючи низку гнітючих, моторошних образів».

## Знімалися
| Актор                  | Роль                    |
| ---------------------- | ----------------------- |
| Роберт Патрік          | Джон Доггетт            |
| Джилліан Андерсон      | Дейна Скаллі            |
| Джеймс Пікенс-молодший | Елвін Керш              |
| Том Брейдвуд           | Мелівн Фрогікі          |
| Дін Гаглунд            | Річард Ленглі           |
| Брюс Гарвуд            | Джон Фіцджеральд Байєрс |
| Вейн Александер        | Г. Арнольд              |
| Кірк Б. Р. Воллер      | Джин Крейн              |
| Арлін Піледжі          | помічниця Скаллі        |
| Кейт Шарабайка         | Ентоні Тіппет           |
| Грант Геслов           | Ендрю Борманіс          |
| Кріс Джейкобс          | лікар швидкої допомоги  |